# エピカ
エピカ（Epica）は、オランダ出身のシンフォニックメタル・バンド。
シモーネ・シモンズのフィメールボーカルを主体に、同国でトップクラスの実績を誇るグループ。2017年には初来日を果たした。

## 概要
2002年4月にアフター・フォーエヴァーを脱退したマーク・ヤンセンはEPICAの前身となるSahara Dustなるプロジェクトを結成する。当初トレイル・オブ・ティアーズのヘレナ・ミカエルセンがシンガーとして在籍していたが瓦解してしまう。これを母体としてメンバーを固め、ヘレナに代わって無名の新人シモーネ・シモンズが2002年10月に加入、2003年にバンド名を「エピカ」と改めて、アルバム『ザ・ファントム・アゴニー』にてデビューを果たした。
2008年1月、シモーネがMRSA感染症の治療のためしばらくツアーに参加できない旨が発表される。バンドはいくつかのツアーをキャンセルしたが、4～5月にかけてのアメリカ＆カナダ・ツアーはシモーネの代役としてアマンダ・ソマーヴィルを立て敢行した。その間順調の回復させ、5月中旬のオランダでのライヴからバンド復帰。
2013年のデビュー10周年には、オーケストラを擁したライヴを開催するなど、2010年代も精力的な活動を続けている。
2017年に初来日公演。同年12月には日本のテレビアニメ『進撃の巨人』の主題歌をカヴァーしたミニアルバム「EPICA VS attack on titan songs」をリリース。

## メンバー
※2020年8月時点

### 現ラインナップ
- シモーネ・シモンズ (Simone Simons) - ボーカル (2002- )
- マーク・ヤンセン (Mark Jansen) - ギター (2002- )
- アイザック・デラハイ (Isaac Delahaye) - ギター(2009- )
- ロブ・ファン・デア・ロー (Rob van der Loo) - ベース(2012- )
- コーエン・ヤンセン (Coen Janssen) - キーボード (2002- )
- アリエン・ファン・ウィーセンビーク (Ariën van Weesenbeek) - ドラムス（サポート2006, 正規2007- ）

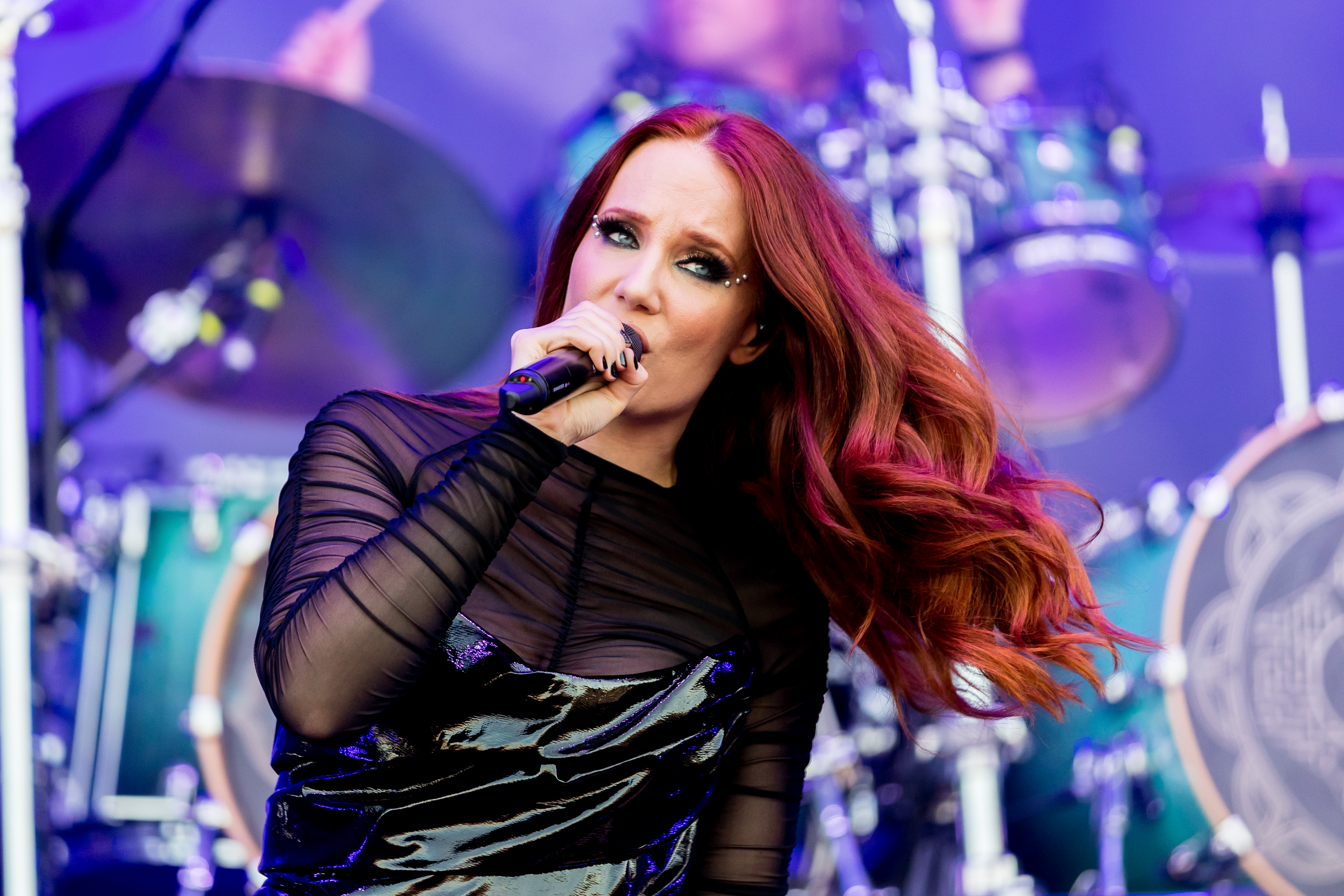
シモーネ・シモンズ(Vo) 2022年
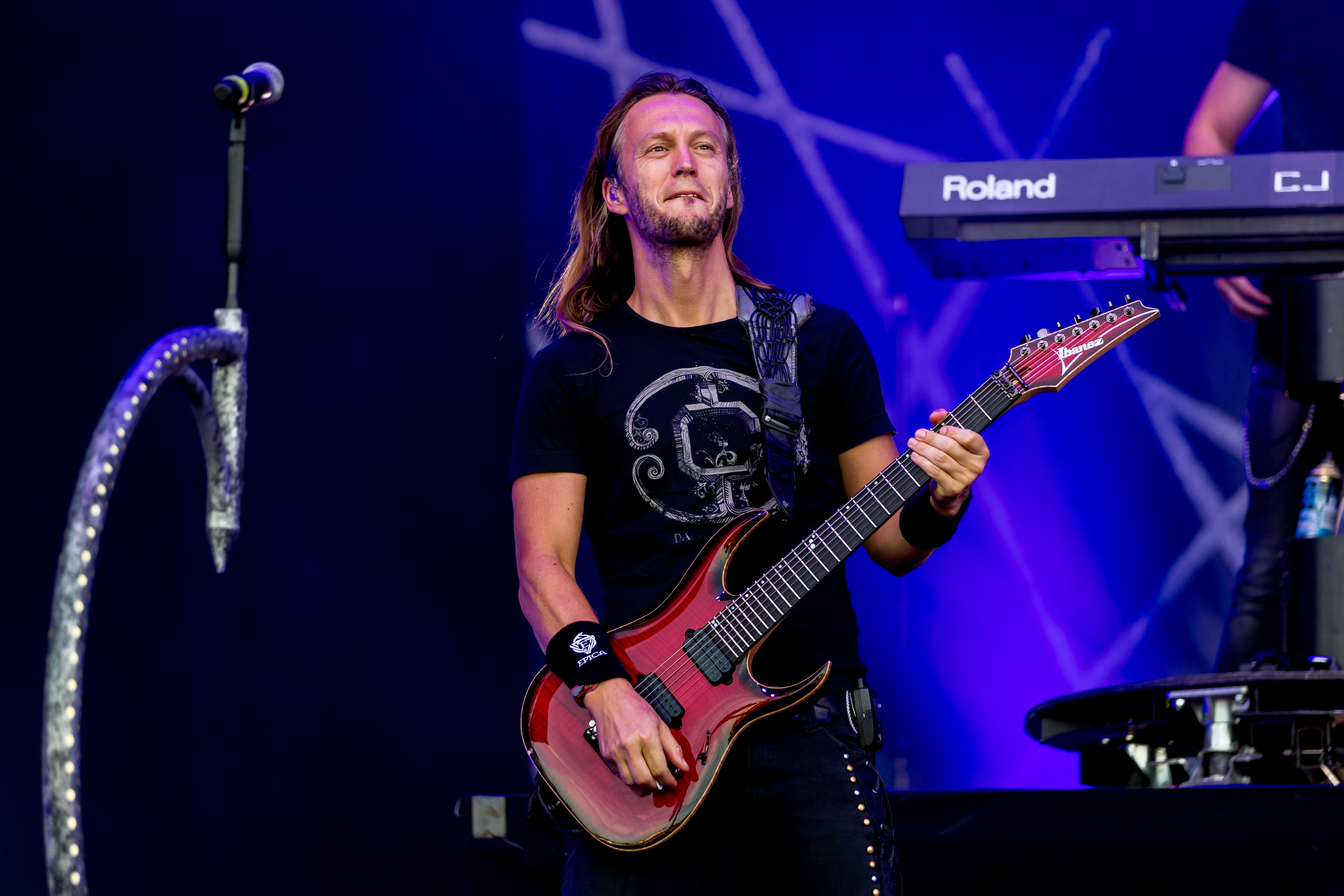
マーク・ヤンセン(G) 2022年
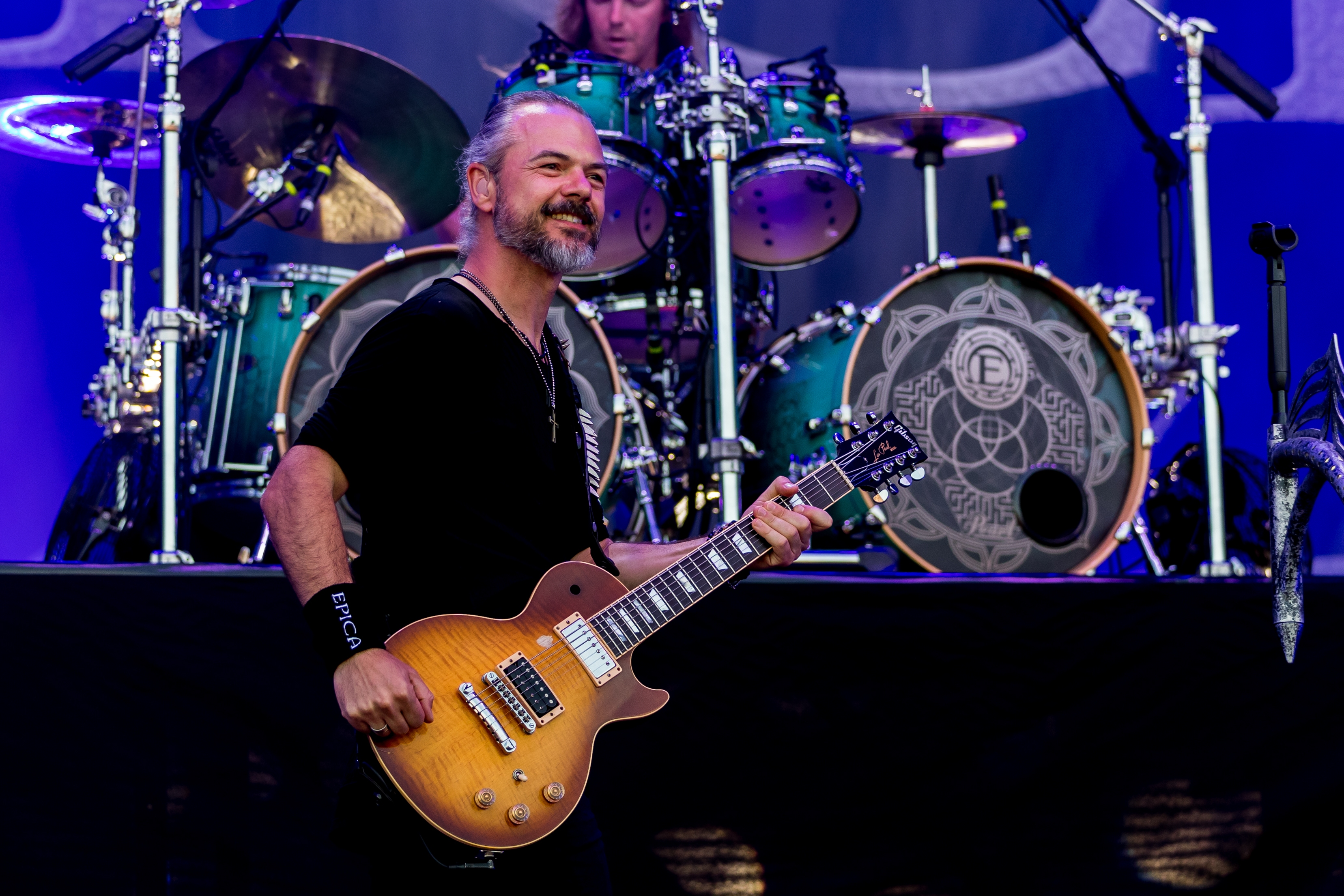
アイザック・デラハイ(G) 2022年
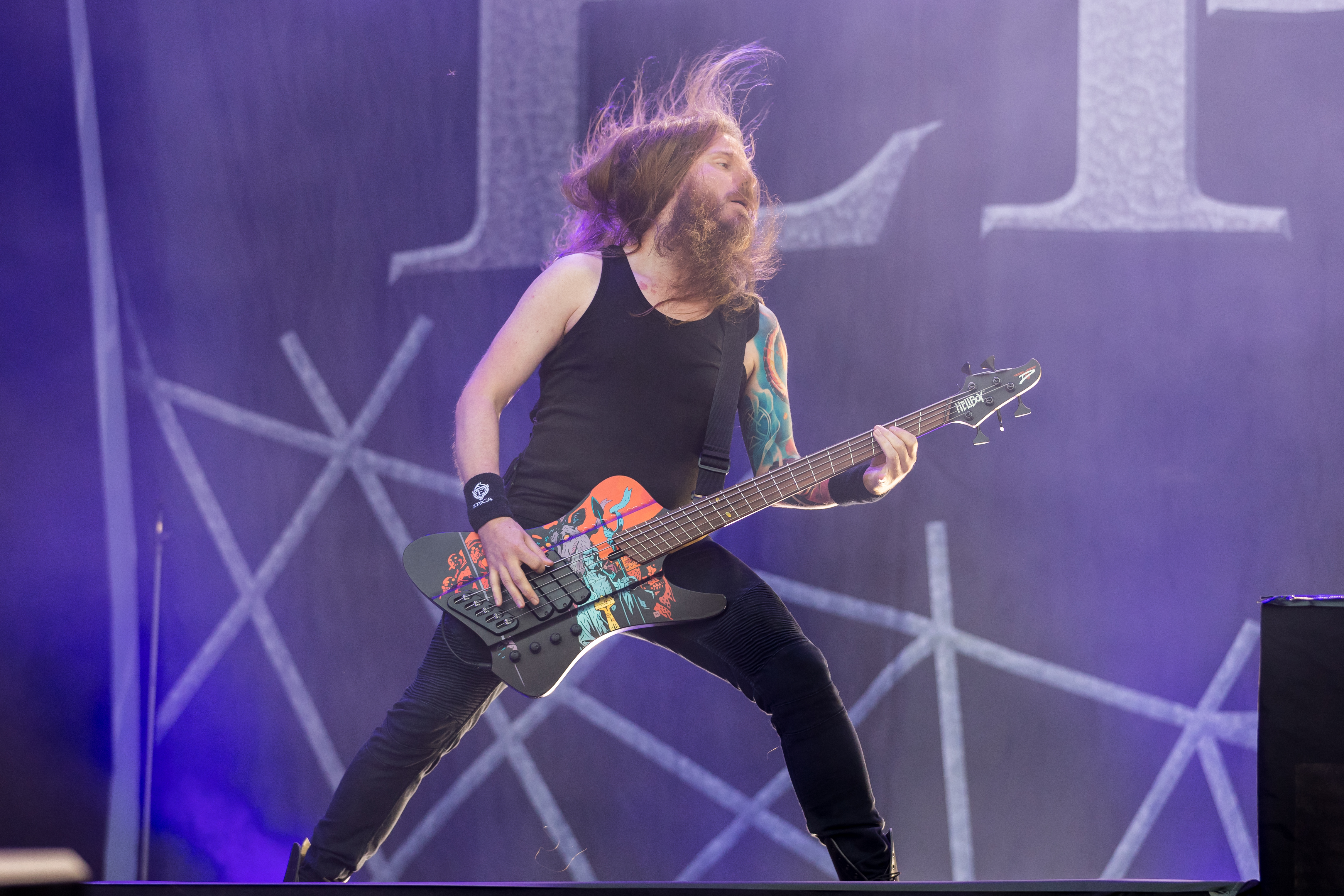
ロブ・ファン・デア・ロー(B) 2022年
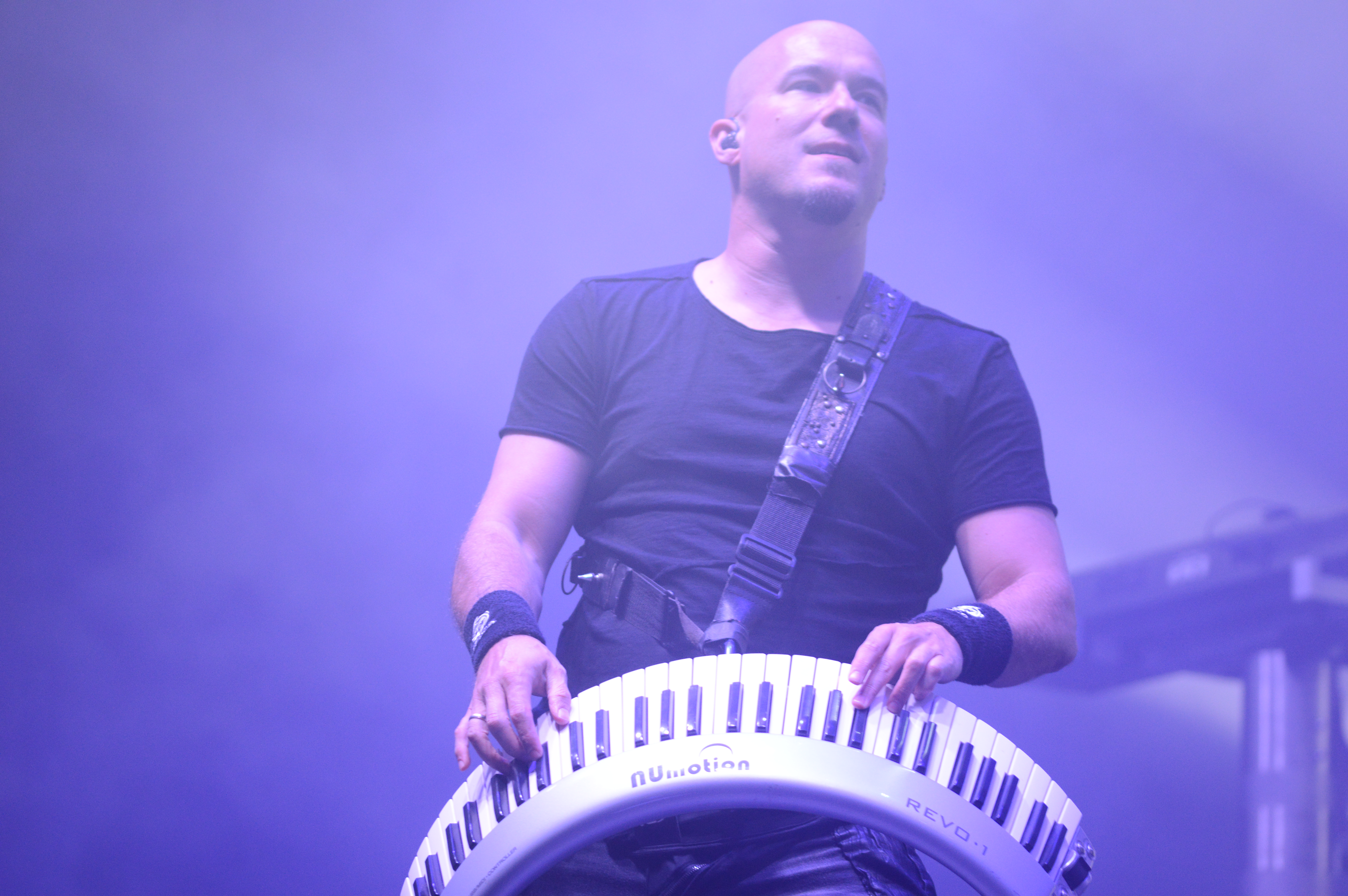
コーエン・ヤンセン(Key) 2022年
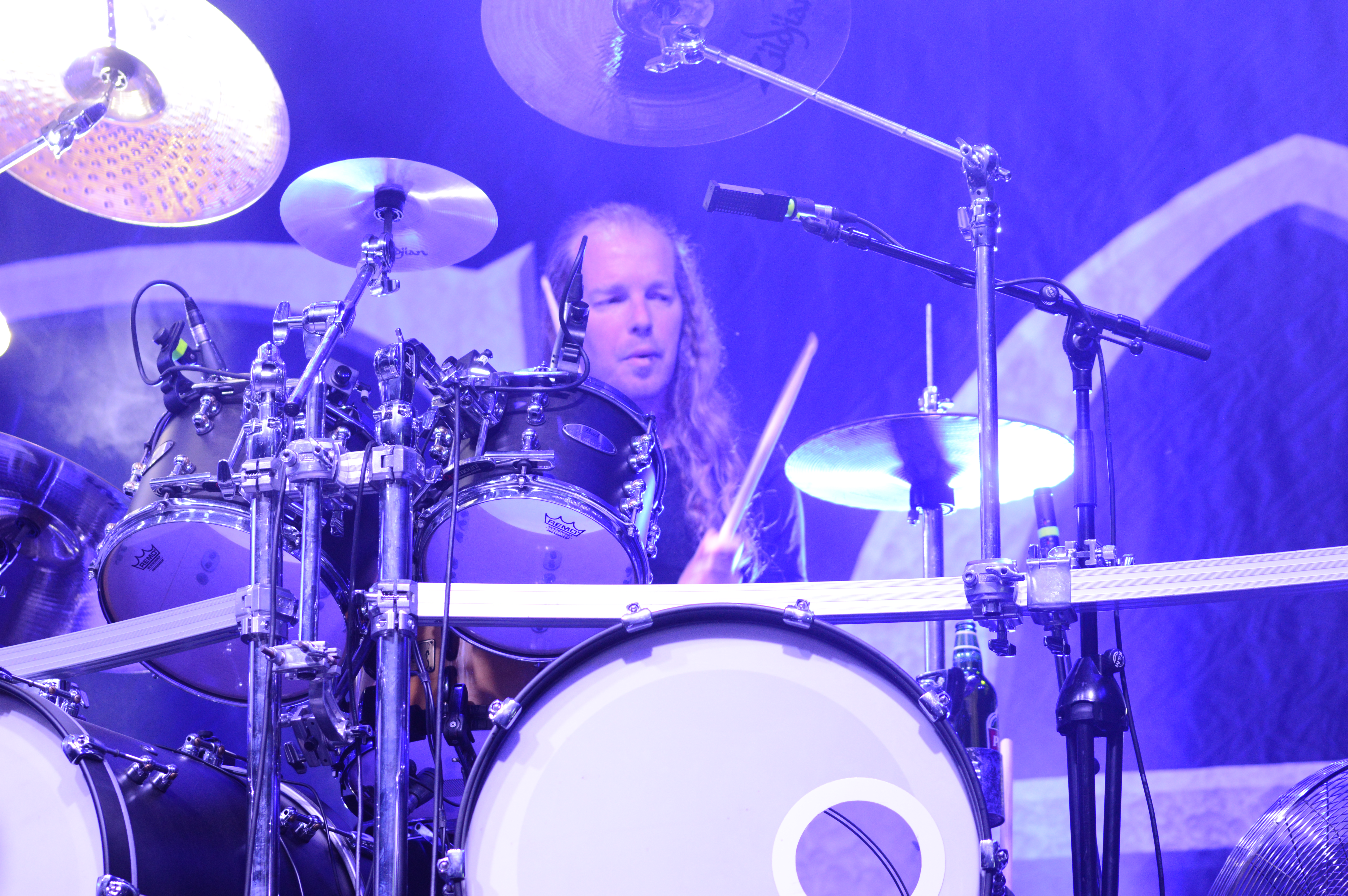
アリエン・ファン・ウィーセンビーク(Ds) 2022年

### 旧メンバー
- ヘレナ・イレーン・ミカエルセン (Helena Iren Michaelsen) - ボーカル (2002)
- アド・スライター (Ad Sluijter) - ギター (2002-2008)
- イヴ・ハッツ (Yves Huts) - ベース (2002-2012)
- イェロン・シモンズ (Jeroen Simons) - ドラムス (2002-2006)

## ディスコグラフィ

### アルバム

#### オリジナル・アルバム
- The Phantom Agony - ザ・ファントム・アゴニー (2003年)
- Consign to Oblivion - コンザイン・トゥ・オブリヴィオン(2005年)
- The Divine Conspiracy - ザ・ディヴァイン・コンスピラシー(2007年)
- Design Your Universe - デザイン・ユア・ユニバース (2009年)
- Requiem for the Indifferent - レクイエム・フォー・ザ・インディファレント (2012年)
- The Quantum Enigma - ザ・クォンタム・エニグマ (2014年)[7]
- The Holographic Principle - ザ・ホログラフィック・プリンシプル (2016年)[8]
- Omega - オメガ (2021年)

#### ライブ・アルバム
- We Will Take You with Us (2004年)
- The Classical Conspiracy (2009年)
- Retrospect (2013年)
- Omega Alive - オメガ・アライヴ（2021年）※2021年6月12日に行われた配信ライブの模様を収録したライブアルバム[9]。

#### EP/ミニアルバム
- The Solace System - ザ・ソレス・システム (2017年)
- EPICA VS Attack on Titan Songs - エピカ VS アタック・オン・タイタン・ソングス（2017年）

#### コンピレーション/他
- The Score - An Epic Journey (2005年) - サウンドトラック
- The Road to Paradiso (2006年)

#### 映像作品
- Omega Alive - オメガ・アライヴ（2021年）※2021年6月12日に行われた配信ライブの模様を収録したDVD/Blu-ray作品[9]。

### シングル
- The Phantom Agony (2003)
- Feint (2004)
- Cry for the Moon (2004)
- Solitary Ground (2005)
- Quietus (Silent Reverie) (2005)
- Never Enough (2007)
- Chasing the Dragon (2008)
- Unleashed (2009)
- Martyr of the Free Word (2009)
- This is the Time (2010)
- Storm the Sorrow (2012)
- Forevermore (2012)
- The Essence of Silence (2014)
- Unchain Utopia (2014)
- Victims of Contingency (2014)
- Universal Death Squad (2016)
- Abyss of Time (2020)
- Freedom (2020)
- Rivers (2021)

## 日本公演
- 2017年
- 2018年